# Lewis Hamilton
Sir Lewis Carl Davidson Hamilton (født 7. januar 1985) er en britisk Formel 1-kører, der for tiden kører for Scuderia Ferrari HP. Han er syvdobbelt verdensmester i Formel 1 med sejre i 2008, 2014, 2015, 2017, 2018, 2019 og 2020
Hamilton blev født i Stevenage, Hertfordshire. I december 1995 i en alder af 10 år, henvendte han sig til Ron Dennis, formand for McLaren og fortalte ham ”Jeg vil køre for dig en dag… jeg vil køre for McLaren” Mindre end 3 år senere blev han tilføjet til Mclaren og Mercedes-Benz’ ”Young Driver Support Programme”. Efter at have vundet det Britiske Formula Renault mesterskab, Formel 3 Euroseries mesterskabet og GP2 mesterskabet, blev Hamilton en del af Mclarens F1 hold i 2007, og havde sin F1 debut 12 år efter hans første møde med Ron Dennis. Hamiltons Young Driver kontrakt med McLaren gjorde ham til den yngste kører nogensinde til at sikre sig en kontrakt, der senere resulterede i et F1 sæde.
Da han kommer fra en mixed baggrund, med en sort far og en hvid mor, er Hamilton tit udråbt til ”Den første sorte kører i Formel 1", på trods af at Willy T. Ribbs testede en Formel 1 bil i 1986. Han er også den første kører med sort arv der har vundet et racerløb på Indianapolis Motor Speedway på tværs af al motorsport.
I sin første sæson i Formel 1 satte Hamilton adskillige rekorder og sluttede toer i 2007 Formel 1 mesterskabet, kun 1 enkelt point efter Kimi Räikkönen. Han vandt verdensmesterskabet den efterfølgende sæson.

## Unge år
Hamilton blev født den 7. januar 1985, i Stevenage, Hertfordshire, England, og blev opkaldt efter den amerikanske sprinter Carl Lewis. Hamiltons mor, Carmen Larbalestier, er hvid britisk, mens hans far, Anthony Hamilton, er sort britisk. Lewis Hamiltons forældre blev separeret da han var 2, hvorefter han boede med sin mor og sine halvsøskende Nicola og Samantha indtil han blev 12, hvorefter han begyndte at bo med sin far, stedmoderen Linda og halvbroderen Nicolas (der lider af en spastisk lammelse). Tidligt i 2011 blev Nicolas en del af Total Control Racing, hvor han startede sin racerkarriere i 2011 udgaven af Renault Clio Cup. Hamilton er opvokset som romersk katolik, igennem sin far. 
I 1991 købte Hamiltons far ham en radiostyret bil, hvorigennem han første gang fik smag for racerløb. Hamilton sluttede som toer det efterfølgende år i det nationale BRCA Championship. Han sagde om dette tidspunkt: ”Jeg kørte med disse fjernstyrede biler og vandt klubmesterskabet imod voksne”. Herefter købte hans far Lewis' første go-kart som en julegave i en alder af 6 år. Hans far fortalte at han ville støtte hans racerkarriere, så længe han arbejdede hårdt i skolen. Faderen var somme tider beskæftiget med tre jobs samtidig, alt imens han stadig fandt tid til at følge alle Hamiltons løb. Senere startede faderen sit eget computerselskab, samtidig med at han arbejde på fuldtid som manager for Hamilton. Hamiltons nuværende manager er Simon Fuller.
Hamilton gik i skole på The John Henry Newman School, en katolsk støttet skole i Stevenage, Hertfordshire. Samtidig med hans interesse i racerløb spillede Hamilton også fodbold for sin skole; på samme hold var Ashley Young, der senere blev midtbanespiller for det engelske landshold i fodbold. Hamilton har udtalt, at hvis Formel 1 ikke havde fungeret for ham, så ville han have arbejdet på at blive fodboldspiller. Hamilton er stor fan af Arsenal F.C.
I en alder af 5 begyndte Hamilton til karate for at lære en måde at forsvare sig selv på, efter at han havde oplevet mobning på sin skole.

## Mercedes (2013-2024)
Hamilton skiftede ved 2013-sæsonen fra McLaren til Mercedes sammen med barndomsvennen og naboen Nico Rosberg. Hamilton tog i 2013-sæsonen fem pole positions og vandt et enkelt af dem, Ungarns Grand Prix. Han sluttede på fjerdepladsen i kampen om mesterskabet. 
I 2014-sæsonen lykkedes det Hamilton at genvinde verdensmesterskabet, da han i sæsonens sidste løb sejrede i Abu Dhabis Grand Prix. 

## Komplette Formel 1-resultater
(Løb i fed indikerer pole position) (Løb i skråskrift indikerer hurtigste omgang)
| År   | Hold                          | Chassis                | Motor                           | 1       | 2      | 3      | 4     | 5       | 6      | 7       | 8       | 9      | 10      | 11    | 12      | 13      | 14      | 15      | 16      | 17      | 18      | 19      | 20      | 21    | WDC | Point |
| ---- | ----------------------------- | ---------------------- | ------------------------------- | ------- | ------ | ------ | ----- | ------- | ------ | ------- | ------- | ------ | ------- | ----- | ------- | ------- | ------- | ------- | ------- | ------- | ------- | ------- | ------- | ----- | --- | ----- |
| 2007 | Vodafone McLaren Mercedes     | McLaren MP4-22         | Mercedes FO 108T 2.4 V8         | AUS 3   | MAL 2  | BHR 2  | ESP 2 | MON 2   | CAN 1  | USA 1   | FRA 3   | GBR 3  | EUR 9   | HUN 1 | TUR 5   | ITA] 2  | BEL 4   | JPN 1   | CHN Ret | BRA 7   |         |         |         |       | 2   | 109   |
| 2008 | Vodafone McLaren Mercedes     | McLaren MP4-23         | Mercedes FO 108V 2.4 V8         | AUS 1   | MAL 5  | BHR 13 | ESP 3 | TUR 2   | MON 1  | CAN Ret | FRA 10  | GBR 1  | GER 1   | HUN 5 | EUR 2   | BEL 3   | ITA 7   | SIN 3   | JPN 12  | CHN 1   | BRA 5   |         |         |       | 1   | 98    |
| 2009 | Vodafone McLaren Mercedes     | McLaren MP4-24         | Mercedes FO 108W 2.4 V8         | AUS DSQ | MAL 7‡ | CHN 6  | BHR 4 | ESP 9   | MON 12 | TUR 13  | GBR 16  | GER 18 | HUN 1   | EUR 2 | BEL Ret | ITA 12† | SIN 1   | JPN 3   | BRA 3   | ABU Ret |         |         |         |       | 5   | 49    |
| 2010 | Vodafone McLaren Mercedes     | McLaren MP4-25         | Mercedes FO 108X 2.4 V8         | BHR 3   | AUS 6  | MAL 6  | CHN 2 | ESP 14† | MON 5  | TUR 1   | CAN 1   | EUR 2  | GBR 2   | GER 4 | HUN Ret | BEL 1   | ITA Ret | SIN Ret | JPN 5   | KOR 2   | BRA 4   | ABU 2   |         |       | 4   | 240   |
| 2011 | Vodafone McLaren Mercedes     | McLaren MP4-26         | Mercedes FO 108Y 2.4 V8         | AUS 2   | MAL 8  | CHN 1  | TUR 4 | ESP 2   | MON 6  | CAN Ret | EUR 4   | GBR 4  | GER 1   | HUN 4 | BEL Ret | ITA 4   | SIN 5   | JPN 5   | KOR 2   | IND 7   | ABU 1   | BRA Ret |         |       | 5   | 227   |
| 2012 | Vodafone McLaren Mercedes     | McLaren MP4-27         | Mercedes FO 108Z 2.4 V8         | AUS 3   | MAL 3  | CHN 3  | BHR 8 | ESP 8   | MON 5  | CAN 1   | EUR 19† | GBR 8  | GER Ret | HUN 1 | BEL Ret | ITA 1   | SIN Ret | JPN 5   | KOR 10  | IND 4   | ABU Ret | USA 1   | BRA Ret |       | 4   | 190   |
| 2013 | Mercedes AMG Petronas F1 Team | Mercedes F1 W04        | Mercedes FO 108Z 2.4 V8         | AUS 5   | MAL 3  | CHN 3  | BHR 5 | ESP 12  | MON 4  | CAN 3   | GBR 4   | GER 5  | HUN 1   | BEL 3 | ITA 9   | SIN 5   | KOR 5   | JPN Ret | IND 6   | ABU 7   | USA 4   | BRA 9   |         |       | 4   | 189   |
| 2014 | Mercedes AMG Petronas F1 Team | Mercedes F1 W05 Hybrid | Mercedes PU106A Hybrid 1.6 V6 t | AUS Ret | MAL 1  | BHR 1  | CHN 1 | ESP 1   | MON 2  | CAN Ret | AUT 2   | GBR 1  | GER 3   | HUN 3 | BEL Ret | ITA 1   | SIN 1   | JPN 1   | RUS 1   | USA 1   | BRA 2   | ABU 1   |         |       | 1   | 384   |
| 2015 | Mercedes AMG Petronas F1 Team | Mercedes F1 W05 Hybrid | Mercedes PU106B Hybrid 1.6 V6 t | AUS 1   | MAL 2  | CHN 1  | BHR 1 | ESP 2   | MON 3  | CAN 1   | AUT 2   | GBR 1  | HUN 6   | BEL 1 | ITA 1   | SIN Ret | JPN 1   | RUS 1   | USA 1   | MEX 2   | BRA 2   | ABU 2   |         |       | 1   | 381   |
| 2016 | Mercedes AMG Petronas F1 Team | Mercedes F1 W07 Hybrid | Mercedes PU106C Hybrid 1.6 V6 t | AUS 2   | BHR 3  | CHN 7  | RUS 2 | ESP Ret | MON 1  | CAN 1   | EUR 5   | AUT 1  | GBR 1   | HUN 1 | GER 1   | BEL 3   | ITA 2   | SIN 3   | MAL Ret | JPN 3   | USA 1   | MEX 1   | BRA 1   | ABU 1 | 2   | 380   |

* Igangværende sæson. 

† Færdiggjorde ikke løbet, men blev kvalificeret, da han havde gennemført over 90% af løbsdistancen.

‡ Halve points tildelt da mindre end 75% af løbsdistancen blev gennemført.